# Các đội tuyển bóng đá quốc gia Việt Nam năm 2024
Dưới đây là lịch và kết quả thi đấu của một số đội tuyển bóng đá quốc gia Việt Nam các cấp trong năm 2024. Bàn thắng của các đội tuyển Việt Nam được liệt kê trước.

## Nam

### Đội tuyển nam quốc gia
Cúp bóng đá châu Á 2023
| Ngày                                                                         | Địa điểm    | Đối thủ   | Tỷ số | Vòng đấu | Cầu thủ ghi bàn                                   | Chi tiết |
| ---------------------------------------------------------------------------- | ----------- | --------- | ----- | -------- | ------------------------------------------------- | -------- |
| 14 tháng 1                                                                   | Doha, Qatar | Nhật Bản  | 2–4   | Bảng D   | - Nguyễn Đình Bắc 16' - Phạm Tuấn Hải 33'         | [ 1 ]    |
| 19 tháng 1                                                                   | Doha, Qatar | Indonesia | 0–1   | Bảng D   |                                                   | [ 2 ]    |
| 24 tháng 1                                                                   | Doha, Qatar | Iraq      | 2–3   | Bảng D   | - Bùi Hoàng Việt Anh 42' - Nguyễn Quang Hải 90+1' | [ 3 ]    |
| Việt Nam xếp cuối Bảng D và dừng chân tại vòng bảng Cúp bóng đá châu Á 2023. |             |           |       |          |                                                   |          |

Vòng loại Giải vô địch bóng đá thế giới 2026 – Khu vực châu Á (Vòng 2)
| Ngày | Địa điểm           | Đối thủ     | Tỷ số | Vòng đấu | Cầu thủ ghi bàn                                   | Chi tiết |
| --- | ------------------ | ----------- | ----- | -------- | ------------------------------------------------- | -------- |
| 21 tháng 3 | Jakarta, Indonesia | Indonesia   | 0–1   | Bảng F   |                                                   | [ 4 ]    |
| 26 tháng 3 | Hà Nội, Việt Nam   | Indonesia   | 0–3   | Bảng F   |                                                   | [ 5 ]    |
| 6 tháng 6 | Hà Nội, Việt Nam   | Philippines | 3–2   | Bảng F   | - Nguyễn Tiến Linh 65', 76' - Phạm Tuấn Hải 90+5' | [ 6 ]    |
| 11 tháng 6 | Basra, Iraq        | Iraq        | 1–3   | Bảng F   | - Phạm Tuấn Hải 84'                               | [ 7 ]    |
| Việt Nam xếp thứ 3 Bảng F và dừng chân tại vòng loại thứ hai Giải vô địch bóng đá thế giới 2026, đồng thời lọt vào vòng loại thứ ba Cúp bóng đá châu Á 2027. |                    |             |       |          |                                                   |          |

Giải bóng đá giao hữu quốc tế – LPBank Cup 2024
| Ngày                                                                        | Địa điểm         | Đối thủ  | Tỷ số | Vòng đấu  | Cầu thủ ghi bàn        | Chi tiết |
| --------------------------------------------------------------------------- | ---------------- | -------- | ----- | --------- | ---------------------- | -------- |
| 5 tháng 9                                                                   | Hà Nội, Việt Nam | Nga      | 0–3   | Vòng tròn |                        |          |
| 10 tháng 9                                                                  | Hà Nội, Việt Nam | Thái Lan | 1–2   | Vòng tròn | - Nguyễn Tiến Linh 21' |          |
| Việt Nam xếp cuối cùng tại Giải bóng đá giao hữu quốc tế – LPBank Cup 2024. |                  |          |       |           |                        |          |

Giải vô địch bóng đá ASEAN 2024
| Ngày        | Địa điểm            | Đối thủ     | Tỷ số | Vòng đấu          | Cầu thủ ghi bàn                                                                             | Chi tiết |
| ----------- | ------------------- | ----------- | ----- | ----------------- | ------------------------------------------------------------------------------------------- | -------- |
| 9 tháng 12  | Viêng Chăn, Lào     | Lào         | 4–1   | Bảng B            | - Nguyễn Hai Long 58' - Nguyễn Tiến Linh 63' - Nguyễn Văn Toàn 69' - Nguyễn Văn Vĩ 82'      | [ 8 ]    |
| 15 tháng 12 | Phú Thọ, Việt Nam   | Indonesia   | 1–0   | Bảng B            | - Nguyễn Quang Hải 77'                                                                      |          |
| 18 tháng 12 | Manila, Philippines | Philippines | 1–1   | Bảng B            | - Doãn Ngọc Tân 90+7'                                                                       |          |
| 21 tháng 12 | Phú Thọ, Việt Nam   | Myanmar     | 5–0   | Bảng B            | - Bùi Vĩ Hào 48' - Nguyễn Xuân Son 55', 90' - Nguyễn Quang Hải 74' - Nguyễn Tiến Linh 90+2' |          |
| 26 tháng 12 | Kallang, Singapore  | Singapore   | 2–0   | Bán kết (lượt đi) | - Nguyễn Tiến Linh 90+11' (ph.đ.) - Nguyễn Xuân Son 90+14'                                  |          |
| 29 tháng 12 | Phú Thọ, Việt Nam   | Singapore   | 3–1   | Bán kết (lượt về) | - Nguyễn Xuân Son 45+1' (ph.đ.), 63' - Nguyễn Tiến Linh 90+3' (ph.đ.)                       |          |

Giao hữu
| Ngày        | Địa điểm           | Đối thủ    | Tỷ số | Vòng đấu | Cầu thủ ghi bàn       | Chi tiết |
| ----------- | ------------------ | ---------- | ----- | -------- | --------------------- | -------- |
| 9 tháng 1   | Doha, Qatar        | Kyrgyzstan | 1–2   | Giao hữu | - Trương Tiến Anh 63' | [ 9 ]    |
| 12 tháng 10 | Nam Định, Việt Nam | Ấn Độ      | 1–1   | Giao hữu | - Bùi Vĩ Hào 38'      | [ 10 ]   |

### Đội tuyển U-21, U-22, U-23 quốc gia
Cúp bóng đá U-23 châu Á 2024
| Ngày                                                        | Địa điểm         | Đối thủ    | Tỷ số | Vòng đấu | Cầu thủ ghi bàn                                        | Chi tiết |
| ----------------------------------------------------------- | ---------------- | ---------- | ----- | -------- | ------------------------------------------------------ | -------- |
| 17 tháng 4                                                  | Al Wakrah, Qatar | Kuwait     | 3–1   | Bảng D   | - Nguyễn Văn Tùng 45+1' - Bùi Vĩ Hào 47', 76'          | [ 11 ]   |
| 20 tháng 4                                                  | Al Rayyan, Qatar | Malaysia   | 2–0   | Bảng D   | - Khuất Văn Khang 39' - Võ Hoàng Minh Khoa 60' (ph.đ.) | [ 12 ]   |
| 23 tháng 4                                                  | Al Rayyan, Qatar | Uzbekistan | 0–3   | Bảng D   |                                                        | [ 13 ]   |
| 27 tháng 4                                                  | Al Wakrah, Qatar | Iraq       | 0–1   | Tứ kết   |                                                        | [ 14 ]   |
| Việt Nam dừng chân tại tứ kết Cúp bóng đá U-23 châu Á 2024. |                  |            |       |          |                                                        |          |

Giải bóng đá giao hữu quốc tế CFA Team China Trường Sa 2024
| Ngày                                                                                 | Địa điểm           | Đối thủ    | Tỷ số | Vòng đấu | Cầu thủ ghi bàn                              | Chi tiết |
| ------------------------------------------------------------------------------------ | ------------------ | ---------- | ----- | -------- | -------------------------------------------- | -------- |
| 4 tháng 9                                                                            | Hồ Nam, Trung Quốc | Trung Quốc | 1–2   | Vòng 1   | - Nguyễn Quốc Việt 45'                       | [ 16 ]   |
| 7 tháng 9                                                                            | Hồ Nam, Trung Quốc | Uzbekistan | 0–2   | Vòng 2   |                                              | [ 17 ]   |
| 10 tháng 9                                                                           | Hồ Nam, Trung Quốc | Malaysia   | 2–1   | Vòng 3   | - Nguyễn Hiểu Minh 21' - Nguyễn Đình Bắc 26' | [ 18 ]   |
| Việt Nam xếp thứ ba tại Giải bóng đá giao hữu quốc tế CFA Team China Trường Sa 2024. |                    |            |       |          |                                              |          |

Giao hữu
| Ngày       | Địa điểm             | Đối thủ    | Tỷ số | Vòng đấu | Cầu thủ ghi bàn        | Chi tiết |
| ---------- | -------------------- | ---------- | ----- | -------- | ---------------------- | -------- |
| 20 tháng 3 | Dushanbe, Tajikistan | Tajikistan | 1–0   | Giao hữu | - Lê Quốc Nhật Nam 47' | [ 19 ]   |
| 23 tháng 3 | Dushanbe, Tajikistan | Tajikistan | 0–0   | Giao hữu |                        | [ 20 ]   |

### Đội tuyển U-19, U-20 quốc gia
Giải bóng đá giao hữu U-19 Quốc tế Cúp Hoa Sơn Vị Nam 2024
| Ngày                                                                                   | Địa điểm              | Đối thủ    | Tỷ số | Vòng đấu | Cầu thủ ghi bàn       | Chi tiết |
| -------------------------------------------------------------------------------------- | --------------------- | ---------- | ----- | -------- | --------------------- | -------- |
| 4 tháng 6                                                                              | Thiểm Tây, Trung Quốc | Trung Quốc | 0–1   | Vòng 1   |                       | [ 21 ]   |
| 8 tháng 6                                                                              | Thiểm Tây, Trung Quốc | Hàn Quốc   | 0–1   | Vòng 2   |                       | [ 22 ]   |
| 10 tháng 6                                                                             | Thiểm Tây, Trung Quốc | Uzbekistan | 1–2   | Vòng 3   | - Lê Đình Long Vũ 75' | [ 23 ]   |
| Việt Nam xếp cuối cùng tại Giải bóng đá giao hữu U-19 Quốc tế Cúp Hoa Sơn Vị Nam 2024. |                       |            |       |          |                       |          |

Giải vô địch bóng đá U-19 ASEAN 2024
| Ngày                                                                                         | Địa điểm           | Đối thủ | Tỷ số | Vòng đấu | Cầu thủ ghi bàn                                                                           | Chi tiết |
| -------------------------------------------------------------------------------------------- | ------------------ | ------- | ----- | -------- | ----------------------------------------------------------------------------------------- | -------- |
| 18 tháng 7                                                                                   | Jakarta, Indonesia | Myanmar | 1–1   | Bảng B   | - Hoàng Quang Dũng 69'                                                                    |          |
| 21 tháng 7                                                                                   | Jakarta, Indonesia | Úc      | 2–6   | Bảng B   | - Hoàng Quang Dũng 69'                                                                    |          |
| 24 tháng 7                                                                                   | Jakarta, Indonesia | Lào     | 4–1   | Bảng B   | - Nguyễn Hoàng Anh 3' - Hoàng Quang Dũng 22' - Nguyễn Công Phương 77' - Phùng Văn Nam 83' |          |
| Việt Nam xếp thứ nhì Bảng B và dừng chân tại vòng bảng Giải vô địch bóng đá U-19 ASEAN 2024. |                    |         |       |          |                                                                                           |          |

Vòng loại Cúp bóng đá U-20 châu Á 2025
| Ngày                                                                                     | Địa điểm            | Đối thủ    | Tỷ số | Vòng đấu | Cầu thủ ghi bàn                                                                                    | Chi tiết |
| ---------------------------------------------------------------------------------------- | ------------------- | ---------- | ----- | -------- | -------------------------------------------------------------------------------------------------- | -------- |
| 23 tháng 9                                                                               | Hải Phòng, Việt Nam | Bhutan     | 5–0   | Bảng A   | - Nguyễn Bảo Long 8' - Nguyễn Đăng Dương 52' - Nguyễn Công Phương 74', 90+1' - Nguyễn Hữu Tuấn 78' |          |
| 25 tháng 9                                                                               | Hải Phòng, Việt Nam | Guam       | 3–0   | Bảng A   | - Nguyễn Lê Phát 23' (ph.đ.) - Nguyễn Công Phương 45+1' - Nguyễn Hoàng Khanh 90+1'                 |          |
| 27 tháng 9                                                                               | Hải Phòng, Việt Nam | Bangladesh | 4–1   | Bảng A   | - Hoàng Minh Tiến 3', 30' - Lê Văn Quang Duyệt 42' - Nguyễn Công Phương 81'                        |          |
| 29 tháng 9                                                                               | Hải Phòng, Việt Nam | Syria      | 0–1   | Bảng A   | |          |
| Việt Nam xếp thứ nhì Bảng A, không thể giành quyền tham dự Cúp bóng đá U-20 châu Á 2025. |                     |            |       |          | |          |

Giao hữu
| Ngày      | Địa điểm         | Đối thủ | Tỷ số | Vòng đấu | Cầu thủ ghi bàn | Chi tiết |
| --------- | ---------------- | ------- | ----- | -------- | --------------- | -------- |
| 6 tháng 9 | Hà Nội, Việt Nam | Nga     | 0–3   | Giao hữu |                 | [ 24 ]   |
| 9 tháng 9 | Hà Nội, Việt Nam | Nga     | 0–2   | Giao hữu |                 | [ 25 ]   |

### Đội tuyển U-16, U-17 quốc gia
Giải vô địch bóng đá U-16 ASEAN 2024
| Ngày                                                          | Địa điểm             | Đối thủ   | Tỷ số | Vòng đấu      | Cầu thủ ghi bàn | Chi tiết |
| ------------------------------------------------------------- | -------------------- | --------- | ----- | ------------- | --- | -------- |
| 22 tháng 6                                                    | Surakarta, Indonesia | Brunei    | 15–0  | Bảng B        | - Nguyễn Việt Long 17', 22', 40' - Đậu Hồng Phong 33', 49' - Nguyễn Thái Hiếu 37', 84' - Trần Gia Bảo 43' (ph.đ.) - Nguyễn Văn Bách 52' - Nguyễn Thiên Phú 58' - Trần Thanh Bình 66', 87', 88' - Nguyễn Hồng Quang 68' - Chu Ngọc Nguyễn Lực 90+5' |          |
| 25 tháng 6                                                    | Surakarta, Indonesia | Campuchia | 1–1   | Bảng B        | - Nguyễn Việt Long 57' |          |
| 28 tháng 6                                                    | Surakarta, Indonesia | Myanmar   | 5–1   | Bảng B        | - Nguyễn Thái Hòa 18', 26' - Bùi Duy Đăng 66' - Nguyễn Thái Hiếu 71' - Nguyễn Việt Long 81' |          |
| 1 tháng 7                                                     | Surakarta, Indonesia | Thái Lan  | 1–2   | Bán kết       | - Đậu Hồng Phong 52' (ph.đ.) |          |
| 3 tháng 7                                                     | Surakarta, Indonesia | Indonesia | 0–5   | Tranh hạng ba | |          |
| Việt Nam xếp thứ tư tại Giải vô địch bóng đá U-16 ASEAN 2024. |                      |           |       |               | |          |

Giải bóng đá giao hữu U-16 Quốc tế Cúp Hòa Bình Thẩm Dương 2024
| Ngày                                                                                            | Địa điểm              | Đối thủ    | Tỷ số | Vòng đấu | Cầu thủ ghi bàn                                                     | Chi tiết |
| ----------------------------------------------------------------------------------------------- | --------------------- | ---------- | ----- | -------- | ------------------------------------------------------------------- | -------- |
| 16 tháng 8                                                                                      | Liêu Ninh, Trung Quốc | Trung Quốc | 0–4   | Vòng 1   |                                                                     | [ 26 ]   |
| 18 tháng 8                                                                                      | Liêu Ninh, Trung Quốc | Uzbekistan | 3–0   | Vòng 2   | - Nguyễn Việt Long 14' - Nguyễn Văn Bách 51' - Nguyễn Thiên Phú 70' | [ 27 ]   |
| 20 tháng 8                                                                                      | Liêu Ninh, Trung Quốc | Nhật Bản   | 1–0   | Vòng 3   | - Nguyễn Văn Bách 17'                                               | [ 28 ]   |
| Việt Nam giành ngôi á quân tại Giải bóng đá giao hữu U-16 Quốc tế Cúp Hòa Bình Thẩm Dương 2024. |                       |            |       |          |                                                                     |          |

Vòng loại Cúp bóng đá U-17 châu Á 2025
| Ngày | Địa điểm          | Đối thủ    | Tỷ số | Vòng đấu | Cầu thủ ghi bàn                           | Chi tiết |
| --- | ----------------- | ---------- | ----- | -------- | ----------------------------------------- | -------- |
| 23 tháng 10 | Phú Thọ, Việt Nam | Kyrgyzstan | 0–0   | Bảng I   |                                           |          |
| 25 tháng 10 | Phú Thọ, Việt Nam | Myanmar    | 2–0   | Bảng I   | - Nguyễn Văn Dương 69' - Trần Gia Bảo 89' |          |
| 27 tháng 10 | Phú Thọ, Việt Nam | Yemen      | 1–1   | Bảng I   | - Lê Huy Việt Anh 30'                     |          |
| Việt Nam xếp thứ nhì Bảng I và giành vé tham dự Cúp bóng đá U-17 châu Á 2025 vì là 1 trong 5 đội nhì bảng có thành tích tốt nhất. |                   |            |       |          |                                           |          |

### Đội tuyển futsal quốc gia
Giải Futsal giao hữu quốc tế Thành phố Hồ Chí Minh 2024
| Ngày                                                                             | Địa điểm                        | Đối thủ     | Tỷ số | Vòng đấu | Cầu thủ ghi bàn                                                   | Chi tiết |
| -------------------------------------------------------------------------------- | ------------------------------- | ----------- | ----- | -------- | ----------------------------------------------------------------- | -------- |
| 28 tháng 3                                                                       | Thành phố Hồ Chí Minh, Việt Nam | New Zealand | 2–2   | Vòng 1   | - Chu Văn Tiến 8' - Trần Thái Huy 17'                             |          |
| 30 tháng 3                                                                       | Thành phố Hồ Chí Minh, Việt Nam | Maroc       | 3–3   | Vòng 2   | - Từ Minh Quang 00:22 - Phạm Đức Hòa 4' (pen.) - Chu Văn Tiến 29' | [ 29 ]   |
| 31 tháng 3                                                                       | Thành phố Hồ Chí Minh, Việt Nam | Iran        | 1–3   | Vòng 3   | - Phạm Đức Hòa 39'                                                |          |
| Việt Nam xếp thứ ba tại Giải Futsal giao hữu quốc tế Thành phố Hồ Chí Minh 2024. |                                 |             |       |          |                                                                   |          |

Cúp bóng đá trong nhà châu Á 2024
| Ngày | Địa điểm           | Đối thủ    | Tỷ số | Vòng đấu | Cầu thủ ghi bàn                 | Chi tiết |
| --- | ------------------ | ---------- | ----- | -------- | ------------------------------- | -------- |
| 17 tháng 4 | Băng Cốc, Thái Lan | Myanmar    | 1–1   | Bảng A   | - Đào Minh Quảng 23:20          | [ 30 ]   |
| 19 tháng 4 | Băng Cốc, Thái Lan | Trung Quốc | 1–0   | Bảng A   | - Nhan Gia Hưng 10:51 (pen.)    | [ 31 ]   |
| 21 tháng 4 | Băng Cốc, Thái Lan | Thái Lan   | 1–2   | Bảng A   | - Từ Minh Quang 20:29           | [ 32 ]   |
| 24 tháng 4 | Băng Cốc, Thái Lan | Uzbekistan | 1–2   | Tứ kết   | - Nguyễn Thịnh Phát 16:35       | [ 33 ]   |
| 26 tháng 4 | Băng Cốc, Thái Lan | Kyrgyzstan | 2–3   | Play-off | - Nguyễn Mạnh Dũng 12:56, 37:24 | [ 34 ]   |
| Việt Nam dừng chân tại tứ kết Cúp bóng đá trong nhà châu Á 2024, thua trận play-off, không thể giành quyền tham dự Giải vô địch bóng đá trong nhà thế giới 2024. |                    |            |       |          |                                 |          |

Giải vô địch bóng đá trong nhà ASEAN 2024
| Ngày                                                                      | Địa điểm                    | Đối thủ    | Tỷ số        | Vòng đấu  | Cầu thủ ghi bàn | Chi tiết |
| ------------------------------------------------------------------------- | --------------------------- | ---------- | ------------ | --------- | --- | -------- |
| 2 tháng 11                                                                | Nakhon Ratchasima, Thái Lan | Đông Timor | 4–1          | Bảng A    | - Nhan Gia Hưng 02:19' - Nguyễn Mạnh Dũng 24:50 - Nguyễn Thịnh Phát 35:57, 39:06 (10m) |          |
| 4 tháng 11                                                                | Nakhon Ratchasima, Thái Lan | Malaysia   | 2–0          | Bảng A    | - Từ Minh Quang 26:45 (pen.) - Nguyễn Thịnh Phát 33:08 | [ 35 ]   |
| 5 tháng 11                                                                | Nakhon Ratchasima, Thái Lan | Brunei     | 14–0         | Bảng A    | - Trần Thái Huy 01:49, 02:24, 26:59 - Châu Đoàn Phát 10:27 - Trần Nhật Trung 20:12 - Nguyễn Mạnh Dũng 22:02' - Phạm Đức Hòa 25:59 - Nguyễn Thịnh Phát 29:17 - Từ Minh Quang 32:08, 33:18 - Huỳnh Mi Woen 35:00, 36:33 - Nguyễn Đa Hải 38:10 - Vũ Ngọc Ánh 38:36' |          |
| 6 tháng 11                                                                | Nakhon Ratchasima, Thái Lan | Thái Lan   | 3–2          | Bảng A    | - Phạm Đức Hòa 11:32 - Đinh Công Viên 34:02, 34:56 | [ 36 ]   |
| 8 tháng 11                                                                | Nakhon Ratchasima, Thái Lan | Úc         | 5–4 (s.h.p.) | Bán kết   | - Từ Minh Quang 30:03 (pen.) - Nguyễn Đa Hải 35:17, 37:16 - Nguyễn Thịnh Phát 45:08, 49:09 (10m) | [ 37 ]   |
| 10 tháng 11                                                               | Nakhon Ratchasima, Thái Lan | Indonesia  | 0–2          | Chung kết | |          |
| Việt Nam giành ngôi á quân tại Giải vô địch bóng đá trong nhà ASEAN 2024. |                             |            |              |           | |          |

Giao hữu
| Ngày        | Địa điểm                    | Đối thủ | Tỷ số | Vòng đấu | Cầu thủ ghi bàn                                                    | Chi tiết |
| ----------- | --------------------------- | ------- | ----- | -------- | ------------------------------------------------------------------ | -------- |
| 29 tháng 10 | Nakhon Ratchasima, Thái Lan | Úc      | 5–3   | Giao hữu | - Trần Thái Huy - Nguyễn Đa Hải - Nguyễn Thịnh Phát - Phạm Đức Hòa | [ 38 ]   |

### Đội tuyển futsal U-19, U-20 quốc gia
Giao hữu
| Ngày       | Địa điểm                        | Đối thủ | Tỷ số | Vòng đấu | Cầu thủ ghi bàn                                                                       | Chi tiết |
| ---------- | ------------------------------- | ------- | ----- | -------- | ------------------------------------------------------------------------------------- | -------- |
| 3 tháng 10 | Thành phố Hồ Chí Minh, Việt Nam | Nga     | 4–2   | Giao hữu | - Nguyễn Văn Đức 11' - Nguyễn Minh Lương 24' - Nguyễn Đa Hải 38' - Trịnh Công Đại 39' | [ 39 ]   |
| 5 tháng 10 | Thành phố Hồ Chí Minh, Việt Nam | Nga     | 2–2   | Giao hữu | - Nguyễn Đa Hải H1, 36'                                                               | [ 40 ]   |

## Nữ

### Đội tuyển nữ quốc gia
Giải bóng đá nữ quốc tế Vĩnh Xuyên 2024
| Ngày                                                                    | Địa điểm                | Đối thủ    | Tỷ số | Vòng đấu | Cầu thủ ghi bàn                               | Chi tiết |
| ----------------------------------------------------------------------- | ----------------------- | ---------- | ----- | -------- | --------------------------------------------- | -------- |
| 23 tháng 10                                                             | Trùng Khánh, Trung Quốc | Uzbekistan | 2–0   | Vòng 1   | - Nguyễn Thị Tuyết Dung 4' - Phạm Hải Yến 35' | [ 41 ]   |
| 29 tháng 10                                                             | Trùng Khánh, Trung Quốc | Trung Quốc | 0–2   | Vòng 3   |                                               | [ 42 ]   |
| Việt Nam giành ngôi á quân tại Giải bóng đá nữ quốc tế Vĩnh Xuyên 2024. |                         |            |       |          |                                               |          |

### Đội tuyển U-19, U-20 nữ quốc gia
Cúp bóng đá U-20 nữ châu Á 2024
| Ngày                                                                                 | Địa điểm             | Đối thủ           | Tỷ số | Vòng đấu | Cầu thủ ghi bàn        | Chi tiết |
| ------------------------------------------------------------------------------------ | -------------------- | ----------------- | ----- | -------- | ---------------------- | -------- |
| 4 tháng 3                                                                            | Tashkent, Uzbekistan | Nhật Bản          | 0–10  | Bảng B   |                        | [ 43 ]   |
| 7 tháng 3                                                                            | Tashkent, Uzbekistan | CHDCND Triều Tiên | 0–6   | Bảng B   |                        | [ 44 ]   |
| 10 tháng 3                                                                           | Tashkent, Uzbekistan | Trung Quốc        | 1–6   | Bảng B   | - Ngọc Minh Chuyên 74' | [ 45 ]   |
| Việt Nam xếp cuối Bảng B và dừng chân tại vòng bảng Cúp bóng đá U-20 nữ châu Á 2024. |                      |                   |       |          |                        |          |

### Đội tuyển U-16, U-17 nữ quốc gia
Giải bóng đá giao hữu U-16 nữ Quốc tế UEFA 2024
| Ngày                                                                    | Địa điểm             | Đối thủ    | Tỷ số       | Vòng đấu     | Cầu thủ ghi bàn | Chi tiết |
| ----------------------------------------------------------------------- | -------------------- | ---------- | ----------- | ------------ | --------------- | -------- |
| 11 tháng 4                                                              | Istanbul, Thổ Nhĩ Kỳ | Botswana   | 5–0         | Bảng A       |                 | [ 46 ]   |
| 13 tháng 4                                                              | Istanbul, Thổ Nhĩ Kỳ | Hoa Kỳ     | 0–8         | Bảng A       |                 | [ 47 ]   |
| 16 tháng 4                                                              | Istanbul, Thổ Nhĩ Kỳ | Thổ Nhĩ Kỳ | 1–3         | Bảng A       |                 | [ 48 ]   |
| 16 tháng 4                                                              | Istanbul, Thổ Nhĩ Kỳ | Wales      | 1–1 (4–3 p) | Tranh hạng 5 |                 | [ 49 ]   |
| Việt Nam xếp thứ 5 tại Giải bóng đá giao hữu U-16 nữ Quốc tế UEFA 2024. |                      |            |             |              |                 |          |

### Đội tuyển futsal nữ quốc gia
Giải bóng đá trong nhà nữ quốc tế Lan Châu 2024
| Ngày                                                                            | Địa điểm            | Đối thủ    | Tỷ số | Vòng đấu | Cầu thủ ghi bàn                                                                          | Chi tiết |
| ------------------------------------------------------------------------------- | ------------------- | ---------- | ----- | -------- | ---------------------------------------------------------------------------------------- | -------- |
| 12 tháng 7                                                                      | Cam Túc, Trung Quốc | Trung Quốc | 4–2   | Vòng 1   | - Bùi Thị Trang 7' - Lê Thị Thanh Ngân 24' - Trịnh Nguyễn Thanh Hằng 28' - Phản lưới nhà | [ 50 ]   |
| 13 tháng 7                                                                      | Cam Túc, Trung Quốc | Iran       | 2–2   | Vòng 2   | - Bùi Thị Trang 6' - Nguyễn Thị Vân Anh 36'                                              | [ 51 ]   |
| 15 tháng 7                                                                      | Cam Túc, Trung Quốc | Uzbekistan | 5–5   | Vòng 3   | - Trần Nguyệt Vi 3' - Bùi Thị Trang 7' - Lê Thị Thanh Ngân 14', 35' - Phản lưới nhà 32'  | [ 52 ]   |
| Việt Nam giành ngôi á quân tại Giải bóng đá trong nhà nữ quốc tế Lan Châu 2024. |                     |            |       |          |                                                                                          |          |

NSDF Women's Futsal Championship 2024
| Ngày                                                    | Địa điểm           | Đối thủ           | Tỷ số | Vòng đấu | Cầu thủ ghi bàn                                                                                                | Chi tiết |
| ------------------------------------------------------- | ------------------ | ----------------- | ----- | -------- | --- | -------- |
| 24 tháng 9                                              | Băng Cốc, Thái Lan | Đài Bắc Trung Hoa | 4–2   | Vòng 2   | - Lê Thị Thanh Ngân 15:55, 37:40 - Nguyễn Phương Anh 19:32 - Biện Thị Hằng 25:26                               | [ 53 ]   |
| 25 tháng 9                                              | Băng Cốc, Thái Lan | Indonesia         | 5–1   | Vòng 3   | - Lê Thị Thanh Ngân 04:27, 35:12 (pen.) - Bùi Thị Trang 10:59 - Nguyễn Thị Vân Anh 12:55 - Biện Thị Hằng 14:48 | [ 54 ]   |
| 26 tháng 9                                              | Băng Cốc, Thái Lan | Trung Quốc        | 3–0   | Vòng 4   | - Trịnh Nguyễn Thanh Hằng 19:52 (pen.) - Bùi Thị Trang 27:01 - Nguyễn Thị Vân Anh 31:15                        |          |
| 28 tháng 9                                              | Băng Cốc, Thái Lan | Thái Lan          | 2–2   | Vòng 5   | - Jiraprapa Nimrattanasing 10' (l.n.) - Trịnh Nguyễn Thanh Hằng 20'                                            |          |
| Việt Nam vô địch NSDF Women's Futsal Championship 2024. |                    |                   |       |          | |          |

Giải vô địch bóng đá trong nhà nữ ASEAN 2024
| Ngày                                                           | Địa điểm                        | Đối thủ     | Tỷ số        | Vòng đấu  | Cầu thủ ghi bàn                                                                                                  | Chi tiết |
| -------------------------------------------------------------- | ------------------------------- | ----------- | ------------ | --------- | --- | -------- |
| 17 tháng 11                                                    | Vùng đô thị Manila, Philippines | Myanmar     | 5–2          | Vòng 2    | - Bùi Thị Trang 3' - Nguyễn Phương Anh 22' - Biện Thị Hằng 26' - Lê Thị Thanh Ngân 33' (ph.đ.) - K'Thủa 38'      | [ 55 ]   |
| 18 tháng 11                                                    | Vùng đô thị Manila, Philippines | Indonesia   | 5–0          | Vòng 3    | - Nguyễn Phương Anh 1' - Bùi Thị Trang 5', 6' - Biện Thị Hằng 12' - Lê Thị Thanh Ngân 38'                        | [ 56 ]   |
| 19 tháng 11                                                    | Vùng đô thị Manila, Philippines | Philippines | 6–1          | Vòng 4    | - Trần Thị Lan Mai 13', 28' - Lê Thị Thanh Ngân 21' - Nguyễn Phương Anh 26' - Trần Thị Thu Xuân 29' - K'Thủa 32' | [ 57 ]   |
| 20 tháng 11                                                    | Vùng đô thị Manila, Philippines | Thái Lan    | 0–3          | Vòng 5    | |          |
| 21 tháng 11                                                    | Vùng đô thị Manila, Philippines | Thái Lan    | 2–1 (s.h.p.) | Chung kết | - Nguyễn Phương Anh 43', 47'                                                                                     | [ 58 ]   |
| Việt Nam vô địch Giải vô địch bóng đá trong nhà nữ ASEAN 2024. |                                 |             |              |           | |          |

Giao hữu
| Ngày        | Địa điểm                        | Đối thủ | Tỷ số | Vòng đấu | Cầu thủ ghi bàn         | Chi tiết |
| ----------- | ------------------------------- | ------- | ----- | -------- | ----------------------- | -------- |
| 8 tháng 11  | Thành phố Hồ Chí Minh, Việt Nam | Nga     | 0–6   | Giao hữu |                         | [ 59 ]   |
| 10 tháng 11 | Thành phố Hồ Chí Minh, Việt Nam | Nga     | 1–6   | Giao hữu | - Lê Thị Thanh Ngân 36' | [ 60 ]   |